# Corneille-François Mosselman
Corneille-François Mosselman (Brussel, 23 april 1753 - 1 januari 1829) was een lid van de familie Mosselman en aanhanger van Jan Frans Vonck.

## Levensloop
Corneille Mosselman was een van de twaalf kinderen (vierde in de rij) van Jacques-Dominique Mosselman en van Barbara t'Kint. Zelf trouwde hij toen hij vijftig was in 1803 met de zesentwintigjarige Petronille-Jeanne Muts (Breda 1777 - Brussel 1807), dochter van de arts Jacques Muts. Als wees groeide ze op bij een oom en tante in Brussel. Corneille en Petronilla hadden een enige zoon, Théodore Mosselman du Chenoy.

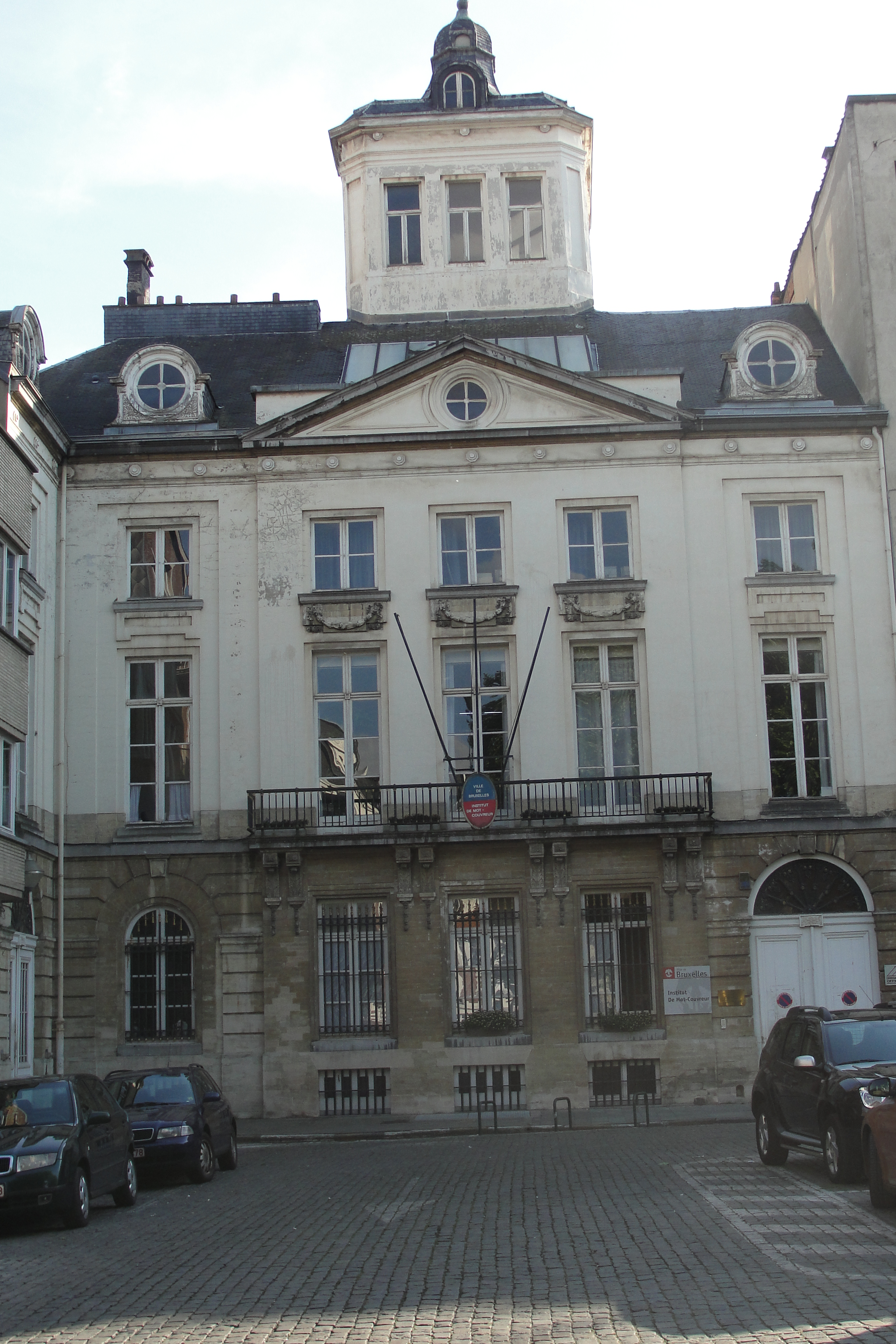
Het huis van Mosselman op de Nieuwe Graanmarkt, in 1788 gebouwd en twee jaar later geplunderd.

Corneille begon in het actieve leven als uitbater van een slagerij in de Beenhouwersstraat maar weldra voegde hij zich bij zijn jongere broer François-Dominique Mosselman in activiteiten zoals de graanhandel en vanaf 1780 de winstgevende pacht op de ruimdienst ('Pacht van de beir en straatmodden') voor Brussel. Om zich beter te organiseren, stichtten ze een vennootschap onder hun beider naam en, aangezien ze toen nog ongehuwd waren, maakten ze een testament op waarbij ze elkaar wederkerig algemeen legataris maakten.
Op een terrein dat hij in 1787 aankocht bij de uitverkoop van het opgeheven klooster van de Witte Zusters van de Roos van Jericho, bouwde hij op de Nieuwe Graanmarkt het Hôtel Mosselman. Dit statige herenhuis met een belvédère was het sluitstuk van een algemeen plan dat was opgemaakt door architect Claude Fisco. Op 17 maart 1790 werd het pas afgewerkte gebouw, dat aan de straatkant een grote inrijpoort en 44 vensters in de gevel had, door het gepeupel geplunderd, hetzij omwille van de Vonckistische overtuigingen van de broers, hetzij omdat ze als graanhandelaars verdacht werden van speculaties.
De handelsactiviteiten van de broers profiteerden van de oorlogsomstandigheden. Na eerst veel graan te hebben geleverd aan de Oostenrijkse legers, werden ze de voornaamste leveranciers van de Franse legers. Tussen 1794 en 1812 nam hun vermogen aanzienlijk toe.
In april 1798 kocht Corneille Mosselman een eigendom in Court-Saint-Étienne, deel van de vroegere eigendommen van de door de Fransen verkochte abdij van Villers, namelijk de Domaine du Chenoy, die enkele honderden ha groot was en die hij in de volgende jaren nog verder uitbreidde. Hij verbleef in zijn laatste levensjaren zeer vaak op dit domein. Na de vroege dood van zijn jonge vrouw in 1807 dacht hij niet meer aan hertrouwen en zijn zoon vertrouwde hij voor zijn opvoeding en opleiding toe aan zijn broer in Parijs.